# Quorn (Australia)
Quorn è una città dell'Australia Meridionale (Australia); essa si trova 330 chilometri a nord-est di Adelaide ed è la sede della Municipalità di Flinders Ranges. Al censimento del 2006 contava 1.068 abitanti.